# Dario Sansalone
Dario Sansalone (Siracusa, 29 luglio 1984) è un attore e doppiatore italiano.

## Biografia
Diplomato all’Accademia dei filodrammatici nel 2009, si avvicina al lavoro al microfono con Sergio Ferrentino per dei radio drammi in teatro e poi con Giacomo Zito per Destini Incrociati (Radio 24).
Dopo aver conosciuto Marisa e Paola Della Pasqua, due direttrici di doppiaggio, che lo invitano ad assistere in sala di doppiaggio, inizia stabilmente a lavorare come doppiatore.
Fa parte del consiglio direttivo ADAP dal 2024.

## Doppiaggio

### Cinema
- Logan Marshall-Green in How It Ends[2]
- Nicolas Giraud in Anton Cechov[3]
- Adam Turczyk in All My Friends Are Dead[4]
- Matthew Barnes in Queen Bees

### Televisione
- Adam DeVine in Workaholics[5]
- Isaiah Crews in Lex & Presley
- Ryan-James Hatanaka in Nurses - Nel cuore dell’emergenza
- Roe Hartrampf in Emily in Paris
- Angus Imrie in The Crown
- Sunato Banda in Alice in Borderland
- Remy Hii in Aftertaste
- Cisco Lara in Una vita
- Gabriel Godoy in Call Me Bruna
- Lucas Ferraro in Vis a vis - L'Oasis
- Jon Arias in Sparita nel nulla
- Tomer Kapon in Fauda[6]
- Emrullah Omay in Hercai - Amore e vendetta

### Film d'animazione
- Tony in Fullmetal Alchemist - La sacra stella di Milos[7]
- Masamichi Isami in Miyo - Un amore felino
- Morisuke Yaku in Haikyu!! Battaglia all'ultimo rifiuto
- Baki Hanma in Baki Hanma VS Kengan Ashura

### Serie animate
- Silverbolt in Transformers 2010[8]
- Caules Forvedge Yggmillennia in Fate/Apocrypha[9]
- Ryo Asuka in Devilman Crybaby[10]
- Teppei Kisugi in Captain Tsubasa
- Ayumu Hori in A.I.C.O. Incarnation
- Daina Kurogani in Beyblade Burst, Beyblade Burst Evolution
- Thomas Meyer in Great Pretender
- Faust VIII in Shaman King (2021)
- Yukikaze in B The Beginning
- Anton in Fire Force
- Yuji Itadori in Jujutsu kaisen - Sorcery Fight[11]
- Rohan Kishibe in Così parlò Rohan Kishibe
- Fushi in To Your Eternity
- Shion Breidan e Toka Scott nel corpo di Shion in L'eroe è morto![12]
- Baki Hanma in Baki, Baki Hanma
- Naito Mudano in Togen Anki - Sangue maledetto
- Muichiro Tokito in Demon Slayer - Kimetsu no yaiba[13]
- Morisuke Yaku in Haikyu!![14]
- Ren Amaki in The Rising of the Shield Hero[15]
- Shion Yamada Asaemon in Hell's Paradise - Jigokuraku[16]
- Kaldo Gehenna in Mashle
- Toshiki Minegishi in Mob Psycho 100
- Dupp in Tenken - Reincarnato in una spada
- Spighetto in Pokémon: Serie Esplorazioni Super
- Capricorn in I Cavalieri dello zodiaco - Saint Seiya: Soul of Gold[17]
- Noah Fourland in High Card
- Dédé Kancho in Tower of God
- Paulo in That Time I Got Reincarnated as a Slime: Visions of Coleus e Chonkra in That Time I Got Reincarnated as a Slime
- Sette in Numberblocks
- Yoshimura in Kaiju No. 8
- Indra Otsutsuki in Naruto Shippuden
- Michael Kaiser in Blue Lock

### Videogiochi
- Root cultista e Noah in Remnant: From the Ashes (2019)[18]
- Hytham in Assassin's Creed: Valhalla (2020)[19]
- Pacenotes in WRC 10 FIA World Rally Championship (2021)[20]
- Korreh in Horizon Forbidden West (2022)[21]
- Dale Holt in As Dusk Falls (2022)[22]
- Ramon Salazar in Resident Evil 4 (remake) (2023)[23]
- Devyn e Caleb in Immortals of Aveum (2023)[24]
- Altre voci in Battlefield 1, Star Wars: Battlefront II, Watch Dogs: Legion, Redfall

Direzione del doppiaggio
- Mafia: Terra Madre [25]